# Pogonatum cirratum
Pogonatum cirratum là một loài Rêu trong họ Polytrichaceae. Loài này được (Sw.) Brid. miêu tả khoa học đầu tiên năm 1827.